# Župnija Polšnik
Župnija Polšnik je rimskokatoliška teritorialna župnija dekanije Litija nadškofije Ljubljana.